# Zoyatepec, Guerrero
Zoyatepec är en ort i Mexiko.   Den ligger i kommunen Chilpancingo de los Bravo och delstaten Guerrero, i den södra delen av landet, 240 km söder om huvudstaden Mexico City. Zoyatepec ligger 753 meter över havet och antalet invånare är 574.
Terrängen runt Zoyatepec är kuperad åt sydväst, men åt nordost är den bergig. Runt Zoyatepec är det ganska tätbefolkat, med 120 invånare per kvadratkilometer. Närmaste större samhälle är El Ocotito, 10,3 km söder om Zoyatepec. I omgivningarna runt Zoyatepec växer huvudsakligen savannskog.